# Flassigny
Flassigny es una comuna francesa situada en el departamento de Mosa, en la región de Gran Este.

## Demografía
| 75 | 56 | 43 | 39 | 42 | 44 | 45 |
| Para los censos de 1962 a 1999 la población legal corresponde a la población sin duplicidades (Fuente: INSEE [Consultar]) |    |    |    |    |    |    |